# Росбах (Вестервалд)
Росбах (њем. Roßbach) општина је у њемачкој савезној држави Рајна-Палатинат. Једно је од 192 општинска средишта округа Вестервалд. Према процјени из 2010. у општини је живјело 861 становника. Посједује регионалну шифру (AGS) 7143287.

## Географски и демографски подаци
Росбах се налази у савезној држави Рајна-Палатинат у округу Вестервалд. Општина се налази на надморској висини од 300 метара. Површина општине износи 7,5 km². У самом мјесту је, према процјени из 2010. године, живјело 861 становника. Просјечна густина становништва износи 115 становника/km².